# Reșit Seit-Velí
Reşit Seit-Velí (de cele mai multe ori transcris în limba română sub forma: Reșit Seit-Veli) a fost un lider spiritual al tătarilor din România, imam, Muftiul comunității musulmane din România. A servit ca muftiu în perioada 1946-1947 fiind precedat de Sîdîk Ibrahim H. Mîrzî și succedat de Mitat Rifat.